# Steffen Nystrøm
Steffen Nystrøm (Vadsø, 1º luglio 1984) è un calciatore norvegese, attaccante del Kløfta.

## Carriera

### Club

#### Norild e Moss
Nystrøm ha iniziato la carriera nel Norild, in 4. divisjon. Nel 2005 è passato al Moss, squadra per cui ha debuttato in 1. divisjon: è stato infatti titolare, in data 10 aprile, nel pareggio senza reti contro il Løv-Ham. L'8 maggio ha segnato la prima rete per il club, contribuendo al successo per 1-2 in casa dell'Alta. In due anni e mezzo con il Moss, ha siglato 23 reti in più di 70 partite, tra campionato e coppa nazionale.

#### Strømsgodset
Nel corso del 2007 si è trasferito allo Strømsgodset. Ha esordito in Eliteserien il 1º settembre, subentrando a Øyvind Leonhardsen nel pareggio casalingo per 1-1 contro il Rosenborg. Il 12 maggio 2008 ha realizzato la prima rete per la nuova squadra, nell'edizione stagionale del Norgesmesterskapet: ha contribuito infatti al successo in trasferta per 2-7 sul campo dell'Øvrevoll Hosle. Per la prima rete nella massima divisione norvegese, invece, ha dovuto attendere il 28 giugno dello stesso anno: è stato suo il gol del definitivo 2-1 sul Lillestrøm.

#### Tromsø
Il 26 luglio 2010 è stato reso noto il suo passaggio al Tromsø, a partire dal 1º gennaio 2011. Il 20 marzo 2011 ha così effettuato il proprio debutto con questa casacca, subentrando a Magnus Andersen nella vittoria interna per 2-0 sull'Haugesund. Il 16 maggio successivo ha trovato la prima rete, in occasione del pareggio casalingo per 2-2 contro il Sarpsborg 08. Il 30 giugno 2011 ha esordito nelle competizioni europee per club, sostituendo Hans Åge Yndestad nella vittoria per 0-5 sul campo del Daugava, sfida valida per l'andata del primo turno di qualificazione all'Europa League 2011-2012.
Il 21 novembre 2013, il Tromsø ha annunciato che il contratto del giocatore, in scadenza al termine della stagione, non sarebbe stato rinnovato. Nystrøm si è quindi congedato dal Tromsø con 73 presenze e 13 reti tra tutte le competizioni.

#### Fredrikstad
L'8 gennaio 2014, ha firmato un contratto triennale con il Fredrikstad. Il 6 aprile ha disputato il primo incontro in squadra, impiegato da titolare nella sconfitta interna per 0-2 contro la sua ex squadra del Tromsø. Il 14 aprile ha siglato il primo gol in squadra, con cui ha sancito il successo esterno per 0-1 sul campo del Sandefjord. Ha chiuso la prima stagione con 25 presenze e 5 reti tra tutte le competizioni.
Nel campionato 2015 è rimasto ai margini della squadra a causa di un infortunio, che gli ha impedito di giocare a partire dal mese di giugno, fino al ritorno in campo con la squadra riserve nel mese di settembre. Il 1º novembre 2015 è poi tornato in campo in gare ufficiali, disputando uno spezzone della partita valida per la 30ª giornata contro il Nest-Sotra, pareggiata per 1-1.

#### Kløfta
Libero da vincoli contrattuali, in data 17 marzo 2017 è stato reso noto che Nystrøm avrebbe giocato per il Kløfta in 4. divisjon, quinto livello del campionato norvegese.

### Nazionale
Nystrøm ha giocato 4 partite per la Norvegia under 21, tra il 2005 ed il 2006. Ha debuttato il 7 ottobre 2005, nella sconfitta casalinga per 1-2 contro la Moldavia: è sceso in campo in sostituzione di Kristian Flittie Onstad.

## Statistiche

### Presenze e reti nei club
Statistiche aggiornate al 21 marzo 2018.
| Stagione            | Club                | Campionato          | Campionato | Campionato | Coppe nazionali | Coppe nazionali | Coppe nazionali | Coppe continentali | Coppe continentali | Coppe continentali | Supercoppe | Supercoppe | Supercoppe | Totale | Totale |
| Stagione            | Club                | Comp                | Pres       | Reti       | Comp            | Pres            | Reti            | Comp               | Pres               | Reti               | Comp       | Pres       | Reti       | Pres   | Reti   |
| ------------------- | ------------------- | ------------------- | ---------- | ---------- | --------------- | --------------- | --------------- | ------------------ | ------------------ | ------------------ | ---------- | ---------- | ---------- | ------ | ------ |
| 2003                | Norild              | 4D                  | ?          | ?          | CN              | ?               | ?               | -                  | -                  | -                  | -          | -          | -          | ?      | ?      |
| 2004                | Norild              | 4D                  | ?          | ?          | CN              | ?               | ?               | -                  | -                  | -                  | -          | -          | -          | ?      | ?      |
| Totale Norild       | Totale Norild       | Totale Norild       | ?          | ?          |                 | ?               | ?               |                    | -                  | -                  |            | -          | -          | ?      | ?      |
| 2005                | Moss                | 1D                  | 25         | 11         | CN              | ?               | ?               | -                  | -                  | -                  | -          | -          | -          | 25+    | 11+    |
| 2006                | Moss                | 1D                  | 26         | 7          | CN              | 1+              | 1+              | -                  | -                  | -                  | -          | -          | -          | 27+    | 8+     |
| gen.-ago. 2007      | Moss                | 1D                  | 17         | 3          | CN              | 2+              | 1+              | -                  | -                  | -                  | -          | -          | -          | 19+    | 4+     |
| Totale Moss         | Totale Moss         | Totale Moss         | 68         | 21         |                 | 3+              | 2+              |                    | -                  | -                  |            | -          | -          | 71+    | 23+    |
| ago.-dic. 2007      | Strømsgodset        | ES                  | 7          | 0          | CN              | -               | -               | -                  | -                  | -                  | -          | -          | -          | 7      | 0      |
| 2008                | Strømsgodset        | ES                  | 20         | 4          | CN              | 5               | 3               | -                  | -                  | -                  | -          | -          | -          | 25     | 7      |
| 2009                | Strømsgodset        | ES                  | 12         | 1          | CN              | 1               | 1               | -                  | -                  | -                  | -          | -          | -          | 13     | 2      |
| 2010                | Strømsgodset        | ES                  | 0          | 0          | CN              | 0               | 0               | -                  | -                  | -                  | -          | -          | -          | 0      | 0      |
| Totale Strømsgodset | Totale Strømsgodset | Totale Strømsgodset | 39         | 5          |                 | 6               | 4               |                    | -                  | -                  |            | -          | -          | 45     | 9      |
| 2011                | Tromsø              | ES                  | 24         | 4          | CN              | 4               | 0               | UEL                | 4                  | 0                  | -          | -          | -          | 32     | 4      |
| 2012                | Tromsø              | ES                  | 17         | 2          | CN              | 4               | 2               | UEL                | 1                  | 0                  | -          | -          | -          | 22     | 4      |
| 2013                | Tromsø              | ES                  | 13         | 3          | CN              | 2               | 2               | UEL                | 4                  | 0                  | -          | -          | -          | 19     | 5      |
| Totale Tromsø       | Totale Tromsø       | Totale Tromsø       | 54         | 9          |                 | 10              | 4               |                    | 9                  | 0                  |            | -          | -          | 73     | 13     |
| 2014                | Fredrikstad         | 1D                  | 22+1       | 5+0        | CN              | 2               | 0               | -                  | -                  | -                  | -          | -          | -          | 25     | 5      |
| 2015                | Fredrikstad         | 1D                  | 12         | 1          | CN              | 2               | 2               | -                  | -                  | -                  | -          | -          | -          | 14     | 3      |
| 2016                | Fredrikstad         | 1D                  | 1          | 0          | CN              | 0               | 0               | -                  | -                  | -                  | -          | -          | -          | 1      | 0      |
| Totale Fredrikstad  | Totale Fredrikstad  | Totale Fredrikstad  | 35+1       | 6+0        |                 | 4               | 2               |                    | -                  | -                  |            | -          | -          | 40     | 8      |
| 2017                | Kløfta              | 4D                  | ?          | ?          | CN              | ?               | ?               | -                  | -                  | -                  | -          | -          | -          | ?      | ?      |
| 2018                | Kløfta              | 4D                  | ?          | ?          | CN              | ?               | ?               | -                  | -                  | -                  | -          | -          | -          | ?      | ?      |
| Totale Kløfta       | Totale Kløfta       | Totale Kløfta       | ?          | ?          |                 | ?               | ?               |                    | -                  | -                  |            | -          | -          | ?      | ?      |
| Totale              | Totale              | Totale              | 196+1+     | 41+0+      |                 | 23+             | 12+             |                    | 9                  | 0                  |            | -          | -          | 229+   | 53+    |